# SMIL
SMIL (uitgesproken als het Engelse smile), is een afkorting voor Synchronized Multimedia Integration Language. Deze opmaaktaal is een W3C-aanbeveling om multimediapresentaties te beschrijven, gebruikmakend van XML. SMIL omvat onder andere timingopmaak, lay-outopmaak en visuele overgangen.

## Versies
Verschillende versies van SMIL zijn officiële standaarden geworden:
- SMIL 1.0 in juni 1998
- SMIL 2.0 in augustus 2001
- SMIL 2.1 in december 2005
- SMIL 3.0 in december 2008

SMIL 2.1 bevat een aantal extensies gebaseerd op praktijkervaring waarbij SMIL werd gebruikt voor MMS op gsm's.

## Structuur
Een SMIL-document is qua structuur gelijkwaardig aan een HTML-document. Beide bevatten een <head>- en een <body>-gedeelte. In het <head>-gedeelte staat voornamelijk lay-outinformatie en metadata. Het <body>-gedeelte bevat timinginformatie en bestaat algemeen gezien uit een combinatie van twee verschillende tags: parallel ("<par>") en sequential of serieel ("<seq>"). SMIL verwijst naar mediaobjecten aan de hand van URL's, die gedeeld kunnen worden door verschillende presentaties en opgeslagen op verschillende servers. De taal voorziet ook in een mogelijkheid om verschillende mediaobjecten te associëren met verschillende bandbreedtes.